# Spin̈al Tap
Spin̈al Tap er en halv-fiktiv engelsk heavy metal-gruppe, fra Rob Reiner-filmen This Is Spinal Tap. Filmen er en fiktiv dokumentarfilm (eller som den kalder sig selv, rockumentarfilm) som gør grin med de excesser, som grupper som Led Zeppelin, Aerosmith, Mötley Crüe, Black Sabbath, The Who, Judas Priest og andre er kendt for. Gruppen er på en måde fiktiv, da medlemmerne er spillet af skuespillere, men på en måde er den også en rigtig rockgruppe – skuespillerne har opført koncerter og indspillet musik under navnet Spinal Tap.
Gruppen blev opfundet af skuespillerne og komikerne Michael McKean (som spiller David Saint-Hubbins), Christopher Guest (som spiller Nigel Tufnel) og Harry Shearer (som spiller Derek Smalls) til et indslag på The TV Show i 1978. Snart derefter fik de Reiner med på at lave gruppen til emne for en falsk dokumentarfilm. Meget af filmen blev spillet uden drejebog, og mange timers film blev brugt, før Reiner redigerede det ned til de 2 timer filmen varer. DVD-udgaven af filmen indeholder en ekstra times film som bonus. Både Michael McKean og Christopher Guest var begge afløsere i Uriah Heep.
Såvel som McKean, Guest, Shearer og Reiner (som spillede Marty DiBergi), var Paul Shaffer, Fred Willard, Fran Drescher, Bruno Kirby, Howard Hesseman, Ed Begley, Jr., Dana Carvey, Anjelica Houston og Billy Crystal også med i filmen.

## Navnet
Gruppens navn skrives officielt med umlaut (to prikker) over n'et, en satirisk kommentar til grupper som Motörhead og Mötley Crüe, der benytter et såkaldt heavy metal-umlaut, der ikke har indflydelse på navnets udtale. Det er muligt at gengive dette i Unicode ved hjælp af det kombinerende diakritiske tegn U+0308 (Spin̈al Tap). Men da n-umlaut ikke er et bogstav, som bruges i noget alfabet, er det ikke alle browsere eller tekstbehandlere, som vil vise dette ordentligt.
The Companion Book siger, at gruppen bestemte sig for at kalde sig selv "Spinal Tap", da de mente den korrekte stavemåde var "spynal" og at det ville være en god idé at stave det forkert med vilje (som grupper så som Stryper eller Linkin Park gør i virkeligheden).

## Historien
This Is Spinal Tap følger gruppen på et tidspunkt hvor deres popularitet er ved at falde drastisk, og foregår primært under en turné i USA for at promovere deres nye album, Smell The Glove. Marty DiBergi (Reiner), en TV-reklame instruktør, følger med for at filme og interviewe gruppen.
St. Hubbins og Tufnel var gode venner lige fra barndommen, og havde spillet sammen under mange navne, før de udgav det succesfulde nummer Gimme Some Money under navnet The Thamesmen. Herefter tager de navnet Spinal Tap, og får et tidligt hit med flower-power nummeret Listen To The Flower People. Først herefter begynder gruppen at spille heavy metal, som er det gruppen er mest kendt for på det tidspunkt dokumentarfilmen er lavet.
Tidligt i filmen bliver det klargjort, at Spinal Tap har haft en lang serie af trommeslagere, som alle sammen døde under mystiske tilfælde. En blev kvalt af opkast (dog ikke nødvendigvis hans egen), og mindst én sprang blot i luften under en koncert, hvorefter St Hubbins udpeger at "adskillige mennesker springer i luften hvert år, det bliver bare aldrig rapporteret ordentligt".
Dette er lidt af et vink mod den rigtige rock-verden – både Led Zeppelins John Bonham og The Whos Keith Moon døde få år før (Bonham blev faktisk kvalt i opkast, selv om det var hans egen), og Judas Priest var, af flere årsage, på turné med deres syvende trommeslagere, da filmen udkom. The Grateful Dead havde en lignende situation med keyboard-spillere, der døde og måtte erstattes.